# Les Animaux de la 8
 (février 2014).
Si vous disposez d'ouvrages ou d'articles de référence ou si vous connaissez des sites web de qualité traitant du thème abordé ici, merci de compléter l'article en donnant les références utiles à sa vérifiabilité et en les liant à la section « Notes et références ».
Les Animaux de la 8 est une émission de télévision française consacrée aux animaux, diffusée sur la chaîne nationale privée C8, auparavant dénommée Direct 8 puis D8. Animé par Élodie Ageron et Sandrine Arcizet, ce magazine est réalisé en production interne initialement par la société Bolloré Media puis par la société Direct 8.
Le programme s’arrête le 1er mars 2025, à la suite de la décision de la chaîne C8 de ne pas poursuivre sa diffusion après le retrait d'autorisation d'émettre sur la TNT nationale française.

## Concept
Les Animaux de la 8 est une émission animalière avec présentatrices. Dans un premier temps émission plateau, c'est désormais un magazine tourné en extérieur. Elle est essentiellement consacrée au thème des animaux domestiques (animaux de compagnie mais pas seulement, avec quelques reportages sur les animaux de ferme) et surtout secondairement aux animaux de parc zoologique (faune sauvage captive).
La spécificité de l'émission (slogan "Un autre regard sur le monde animalier et l'environnement") est de parcourir de façon précise un sujet, avec un temps de format assez long pour pouvoir faire plus qu'un rapide survol ou qu'une simple anecdote. La description du comportement animal et les conseils de vécu quotidien sont au cœur du fil de l'émission ; elle n'est pas conçue pour une cible de public junior, mais pour un public adulte (mais familial, non spécialisé).

## Format
Bi-hebdomadaire, l'émission dure environ une heure (60 minutes).
Elle est composite, composée de deux parties principales de 25/30 min, chacune (un sujet par partie) entrecoupées  d'une mini-séquence d'actualité ou de présentation. Chacun de ces deux sujets est lui-même entrecoupé d'une courte séquence de publicité, entre les deux séquences de 12/15 min.
Soit en plateau, soit en extérieur, l'animation de l'émission se fait en tandem, alternant séquence de présentation et séquence de participants avec interview.

## Identité visuelle
Entre 2005 et 2010, les génériques de début et de fin font 30 secondes et reprennent sous forme de bêtisier ou de "making-off" des séquences du tournage.

Logo des Animaux de la 8 de 2010 à 2013.
Logo des Animaux de la 8 de 2013 à 2017.
Logo des Animaux de la 8 depuis septembre 2017.

## Données techniques
- Titre propre, spécifique des périodes de vacances : Les animaux pendant les vacances. En 2008, l'émission a changé de logo infographique, passant du thème analogique du double papillon au thème géométrique du double rectangle.

## Arrêt
Les Animaux de la 8 cesse sa diffusion sur C8 le 23 février 2025, la chaîne se faisant retirer sa fréquence TNT, à la suite d'une décision de l'Arcom.

## Distinctions
- Gold Prix de la TNT 2016 (récompense de télévision française, remise par la société Live Production).